# Gallieno
Publio Licinio Egnazio Gallieno (in latino Publius Licinius Egnatius Gallienus; Etruria, 218 – Milano, settembre 268) è stato un imperatore romano, dal 253 al 268, famoso per la sua riforma dell'esercito, nonché valente condottiero.
Salì al potere insieme al padre Valeriano nel 253 e quando questi fu catturato dai Sasanidi (nel 260, dopo sette anni di regno) rimase l'unico imperatore per altri otto anni, fino alla morte quando era cinquantenne. Durante il suo regno ci furono due secessioni di territori dell'impero (l'Impero delle Gallie a occidente e il Regno di Palmira a oriente) e molti aspiranti imperatori.
Gallieno fu un imperatore colto e sotto il suo regno le arti e la cultura vissero un breve periodo di fioritura. A Gallieno si devono due provvedimenti che modificarono l'organizzazione dell'esercito e che contribuirono a superare la crisi militare. Tolse il comando delle legioni ai senatori e l'affidò a generali di estrazione equestre. Organizzò un tipo di difesa più flessibile "in profondità": anziché distribuire le truppe su tutto il confine, le concentrò nelle retrovie, nei punti strategicamente più importanti e costituì reparti mobili basati sull'uso prevalente della cavalleria.
Rappresentò il punto di svolta nel tragico periodo di crisi che colpì l'Impero romano, dopo la fine della dinastia dei Severi. Non è un caso che proprio Gallieno sia stato il primo a regnare per quindici anni (sette con il padre e otto da solo), cosa assai rara se si considera il primo periodo dell'anarchia militare (dal 235 al 253). Era, infatti, dai tempi di Settimio Severo (193-211) che un Imperatore non regnava tanto a lungo. Pose, inoltre, le basi per un periodo di ripresa e riconquista, come quello degli Imperatori illirici (268-285), oltre che di restaurazione, come quello tetrarchico di Diocleziano (284-305).

## Biografia

### Origini familiari
Gallieno nacque intorno all'anno 218 da Valeriano, un membro della classe senatoria della gens Licinia, ed Egnazia Mariniana (possibile figlia di Egnazio Vittore Mariniano), ed ebbe un fratello, Publio Licinio Valeriano. Prima del 242 sposò Cornelia Salonina, da cui ebbe almeno tre figli (Cornelio Valeriano, morto nel 258; Cornelio Salonino che morì nel 260 dopo essere divenuto cesare; e Egnazio Mariniano, ucciso invece dopo la morte di Gallieno stesso nel 268). La monetazione del periodo lo mette in relazione a Falerii in Etruria, che potrebbe essere stato quindi il suo luogo di nascita o della famiglia materna, la gens Egnatia.. Sono state trovate a Falerii novi alcune lastre di marmo riutilizzate in un edificio termale, che rivestivano in origine la base di una coppia di statue perdute di Gallieno e della moglie Salonina. Gallieno vi è esaltato come governatore del mondo e signore delle terre, invitto Augusto, pontefice massimo, trionfatore sui Germani e Parti, padre della patria, proconsole, “rifondatore della colonia dei Falisci” (redintegrator coloniae Faliscorum). È probabile che Gallieno stesso o la madre Egnatia Mariniana siano nati a Falerii. Le lastre sono attualmente conservate nei Musei Vaticani.

### Ascesa al trono (253)
Tra le fonti della vita di Gallieno, una delle più importanti è l'Historia Augusta, la quale descrive le gesta di Gallieno dal punto di vista del Senato romano, e quindi mostrando ostilità verso questo imperatore. Nel corso del 253 una nuova ondata di Goti, Borani, Carpi ed Eruli portò distruzione fino a Pessinunte ed Efeso via mare, e poi via terra fino ai territori della Cappadocia. E mentre Emiliano, allora governatore della Mesia inferiore, era costretto a ripulire i territori romani a sud del Danubio dalle orde dei barbari, scontrandosi vittoriosamente ancora una volta con il capo dei Goti, Cniva, (primavera del 253) e ottenendo grazie a questi successi il titolo di imperatore, ne approfittarono le armate dei Sasanidi di Sapore I, che provocarono un contemporaneo sfondamento del fronte orientale, penetrando in Mesopotamia e Siria fino ad occupare la stessa Antiochia.
È in queste circostanze che fu elevato alla porpora Valeriano (22 ottobre del 253). Il Senato romano ratificò la nomina ad Imperatore delle truppe di Rezia, elevando contestualmente il figlio Gallieno al ruolo di Cesare. Quando in seguito Valeriano giunse a Roma, decise di innalzare il figlio al rango di co-augusto, mentre il nipote Cornelio Valeriano o l'altro suo figlio, Valeriano il giovane, a quello di Cesare. Nell'Impero romano all'epoca della crisi del III secolo, la pratica di associare un figlio al trono era abituale, come nel caso di Massimino Trace e Massimo, Filippo l'Arabo e Severo Filippo, Decio ed Erennio Etrusco, Treboniano Gallo e Volusiano (tutti figli però troppo giovani per essere elevati al rango di augusti). Nel caso di Valeriano e Gallieno, oltre a vantaggi dinastici, l'associazione del figlio adulto al trono del padre, permise di avere due imperatori perfettamente capaci di governare, dando così all'agire imperiale doppio vigore. Si trattava di qualcosa di più simile a quanto era accaduto alla metà del II secolo, quando, morto Antonino Pio, Marco Aurelio associò al trono il fratello adottivo Lucio Vero. E così padre e figlio si spartirono l'amministrazione dell'Impero e partirono appena possibile per le rispettive destinazioni, Gallieno, dopo essere stato nominato console ordinario per il 254, in Occidente lungo il limes renano, Valeriano in Oriente.

### Regno (253-268)

#### Augustoin Occidente (253-260)

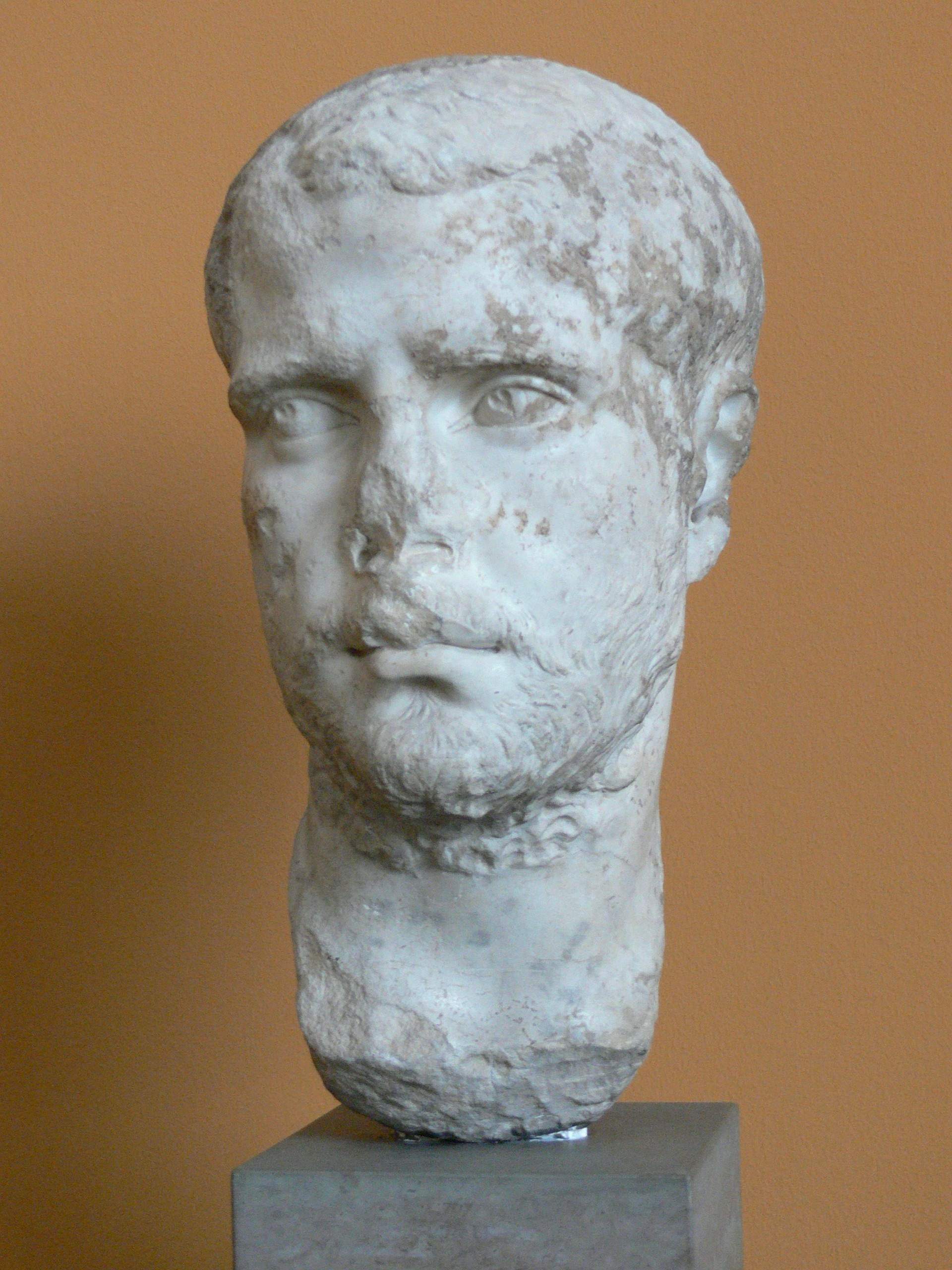
Busto in marmo raffigurante un giovane Gallieno.

Le continue scorrerie da parte dei barbari nei vent'anni successivi alla fine della dinastia dei Severi avevano messo in ginocchio l'economia ed il commercio dell'Impero romano. Numerose fattorie e raccolti erano stati distrutti, se non dai barbari, da bande di briganti e dalle armate romane alla ricerca di sostentamento, durante le campagne militari combattute sia contro i nemici esterni, sia contro quelli interni (usurpatori alla porpora imperiale). La scarsità di cibo generava, inoltre, una domanda superiore all'offerta di derrate alimentari, con evidenti conseguenze inflazionistiche sui beni di prima necessità. A tutto ciò si aggiungeva un costante reclutamento forzato di militari, a danno della manovalanza impiegata nelle campagne agricole, con conseguente abbandono di numerose fattorie e vaste aree di campi da coltivare. Questa impellente richiesta di soldati, a sua volta, aveva generato un'implicita corsa al rialzo del prezzo per ottenere la porpora imperiale. Ogni nuovo imperatore o usurpatore era costretto, pertanto, ad offrire al proprio esercito crescenti donativi e paghe sempre più remunerative, con grave danno per l'erario imperiale, spesso costretto a coprire queste spese straordinarie con la confisca di enormi patrimoni di cittadini privati, vittime in questi anni di proscrizioni "di parte" oppure con una massiccia svalutazione monetaria e con conseguente riduzione della quantità di metallo prezioso intrinseco. Queste difficoltà costrinsero il nuovo imperatore, Valeriano, a spartire con il figlio Gallieno l'amministrazione dello Stato romano, affidando a quest'ultimo la parte occidentale e riservando per sé quella orientale, come in passato era già avvenuto con Marco Aurelio e Lucio Vero (161-169).
Ricoprì la carica di console ancora nel 255 e 257, visitando Roma in queste circostanze formali, sebbene non vi siano indicazioni reali in tal senso. Egli infatti trascorse la maggior parte del suo tempo a difendere i confini imperiali dalle continue e devastanti invasioni del periodo. Fu forse in questo periodo che proclamò Cesare il figlio Cornelio Valeriano, lasciandolo a guardia del limes danubiano (256 circa) mentre si recava in Occidente a difendere i confini renani.

##### Politica estera: difesa dei confini occidentali
Al principio del 254, o sul finire del precedente, una nuova incursione di Goti devastò la regione di Tessalonica: i Germani non riuscirono ad espugnare la città, che però, solo a stento e con molta fatica, fu liberata dalle armate romane del nuovo imperatore Valeriano. Il panico fu così grande che gli abitanti dell'Acaia decisero di ricostruire le antiche mura di Atene e di molte altre città del Peloponneso. Contemporaneamente Franchi e Alemanni furono fermati nel corso di un loro tentativo di sfondamento del limes romano dal giovane cesare Gallieno, il quale si meritò per questi successi l'appellativo di "Restitutor Galliarum" e di "Germanicus maximus". Il suo merito fu l'aver contenuto almeno in parte i pericoli, grazie a un accordo con uno dei capi dei Germani, che si impegnò ad impedire agli altri barbari di attraversare il Reno e ad opporsi così a nuovi invasori.
L'anno successivo i Goti ripresero gli attacchi, questa volta via mare, lungo le coste dell'Asia Minore, dopo aver requisito numerose imbarcazioni al Bosforo Cimmerio, alleato di Roma. Partiti con le loro navi dalla penisola di Crimea, raggiunsero la foce del fiume Fasi ed avanzarono verso Pityus, che riuscirono ad occupare, anche perché Successiano, promosso prefetto del Pretorio, aveva seguito l'imperatore Valeriano ad Antiochia. La grande flotta proseguì quindi fino a Trapezunte, riuscendo ad occupare anche questa importante città.

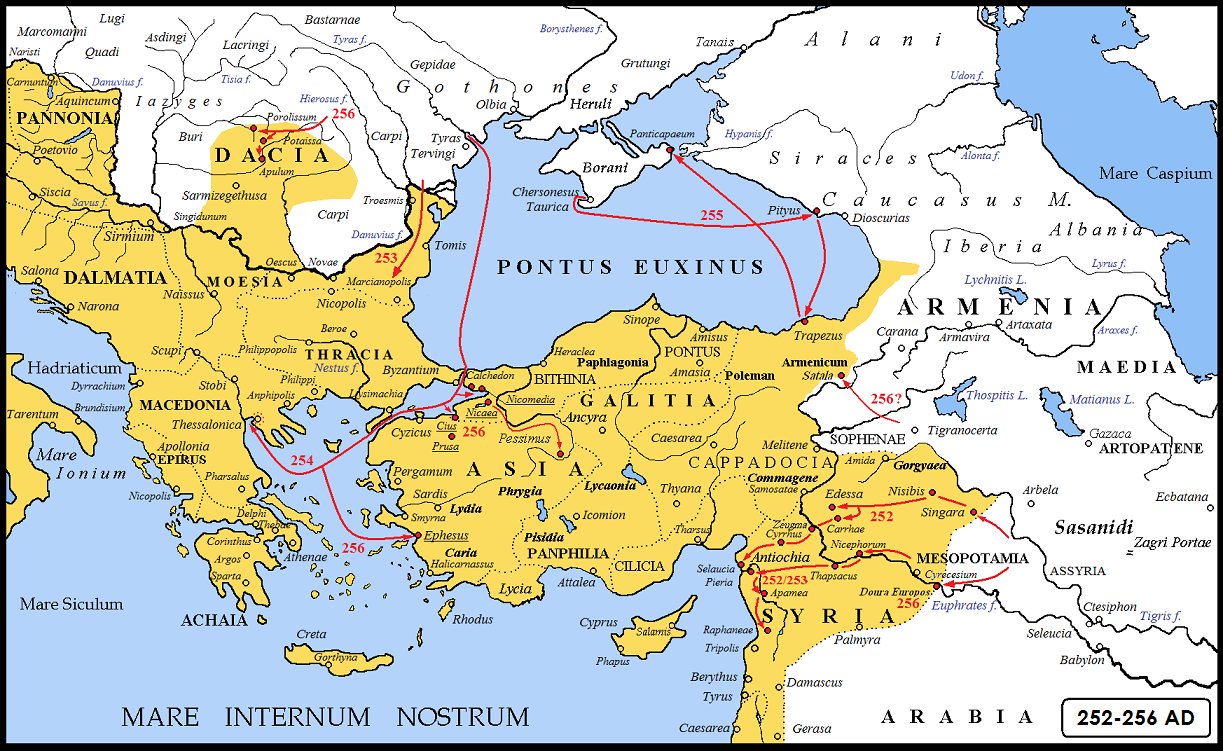
Invasioni barbariche di Goti, Borani, Carpi, contemporanee a quelle dei Sasanidi di Sapore I, degli anni 252-256, durante il regno di Valeriano e Gallieno.

La situazione era così grave da costringere Gallieno ad accorrere lungo i confini danubiani per riorganizzare le forze dopo questa devastante invasione, come testimonierebbe un'iscrizione proveniente dalla fortezza legionaria di Viminacium. Non passò molto tempo che una nuova invasione di Goti percorse il Mar Nero (nel 256), ancora via mare ma questa volta verso la costa occidentale, avanzando fino al lago di Fileatina (l'attuale Derkos) ad occidente di Bisanzio. Assaltarono quindi Calcedonia, e molte altre importanti città della Bitinia, come Prusa, Apamea e Cio, mentre Nicomedia e Nicea furono date alle fiamme. Contemporaneamente buona parte dei territori del Nord della provincia delle Tre Dacie (vale a dire tutta la Dacia Porolissensis e parte della Dacia Superiore) andarono perduti a seguito a una nuova invasione di Goti e Carpi, con la sola eccezione delle zone più meridionali e prossime al Danubio (ovvero le attuali regioni dell'Oltenia e della Transilvania). Tuttavia la resistenza romana alle invasioni di Goti e Carpi nel sud della provincia fu celebrata l'anno successivo, quando a Gallieno fu attribuito l'appellativo di "Dacicus maximus".
Nel 257 Valeriano, preoccupato per l'invasione dei Goti dell'anno precedente, inviò un esercito di soccorso, comandato da Lucio Mummio Felice Corneliano ed alle cui dipendenze sembra ci fosse il futuro imperatore Aureliano, per meglio difendere l'importante roccaforte di Bisanzio; l'imperatore, a sua volta, si diresse in Cappadocia e in Bitinia per portar soccorso alle popolazioni di questa provincia, a causa dell'avanzata persiana degli anni precedenti che aveva gettato l'oriente romano nel più grande sconforto. È anche probabile che i vari assalti condotti con successo da parte dei barbari abbiano generato in Sapore I la consapevolezza che un attacco ben programmato e contemporaneo da parte del re dei Sasanidi avrebbe permesso alle sue armate di dilagare nelle province orientali romane, con il proposito di congiungersi ai Goti stessi provenienti dalle coste del Mar Nero.

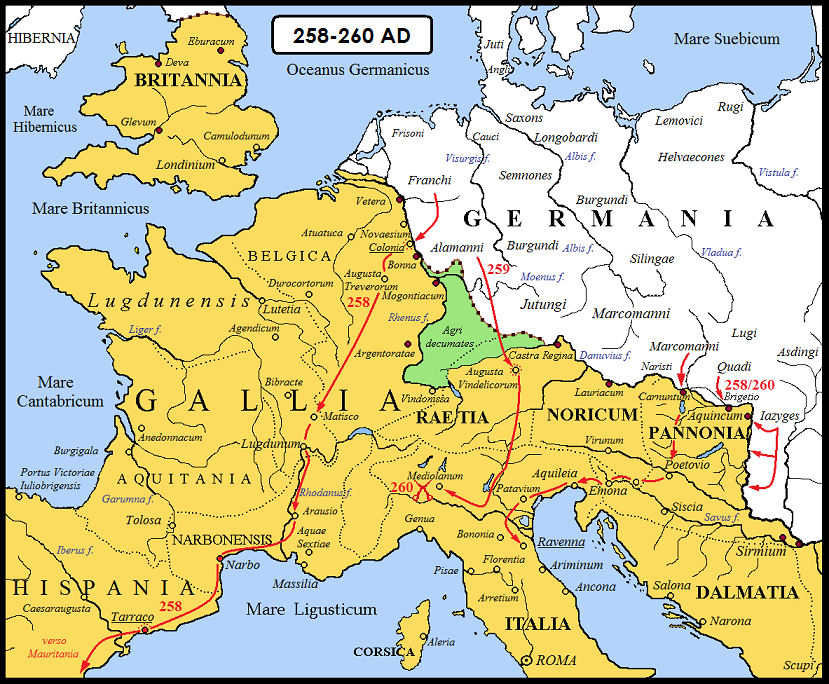
Invasioni in Occidente di Franchi, Alamanni, Marcomanni, Quadi, Iazigi e Roxolani degli anni 258-260.

Frattanto il fronte renano della Germania inferiore fu sconvolto da nuovi attacchi dei Franchi, i quali riuscirono a spingersi fino a Mogontiacum, dove furono fermati dall'accorrente legio VI Gallicana, di cui era tribuno militare il futuro imperatore Aureliano. Lo stesso Gallieno, lasciato l'Illirico a marce forzate, accorse in Occidente, riuscendo a battere le orde franche probabilmente nei pressi di Colonia e comunque dopo aver ripulito l'intera sponda sinistra del Reno dalle armate dei barbari. Nel 258, ancora i Franchi, compirono una nuova incursione, incuneandosi nei territori imperiali di fronte a Colonia per poi spingersi fino alla Spagna, dove saccheggiarono Tarragona,), fino a Gibilterra e alle coste della Mauretania romana.
E sempre in questi anni (tra il 258 ed il 260) Quadi, Marcomanni, Iazigi e Roxolani furono responsabili della grande catastrofe che colpì il limes pannonicus (la stessa Aquincum ed l'importante forte di Intercisa furono saccheggiati), con lo spopolamento delle campagne dell'intera provincia. Nello stesso periodo, Eutropio racconta di una nuova incursione germanica (forse di Marcomanni) che raggiunse Ravenna prima di essere fermata, mentre l'imperatore Valeriano era ancora impegnato sul fronte orientale contro i Sasanidi di Sapore I.
Sempre in questo periodo, Gallieno concesse ad alcune tribù di Marcomanni di insediarsi nella Pannonia romana a sud del Danubio, probabilmente per ripopolare le campagne devastate dalle invasioni dei decenni precedenti, e contrasse un matrimonio secondario con la figlia di un loro principe.
(Sesto Aurelio Vittore, De vita et moribus imperatorum romanorum, 33.6.)

##### La fine del padre, Valeriano
E mentre Gallieno difendeva i confini occidentali imperiali, il padre Valeriano provava a difendere quelli orientali dai Sasanidi. Sappiamo infatti che già verso la fine del 252 o agli inizi del 253, Sapore I riprese una violenta offensiva contro le province orientali dell'impero romano. Le truppe persiane occuparono numerose città della provincia di Mesopotamia (compresa la stessa Nisibis), poi si spinsero in Cappadocia, Licaonia e Siria, dove batterono l'esercito romano accorrente a Barbalissos e si impossessarono della stessa Antiochia, deportando gran parte della sua popolazione (253).

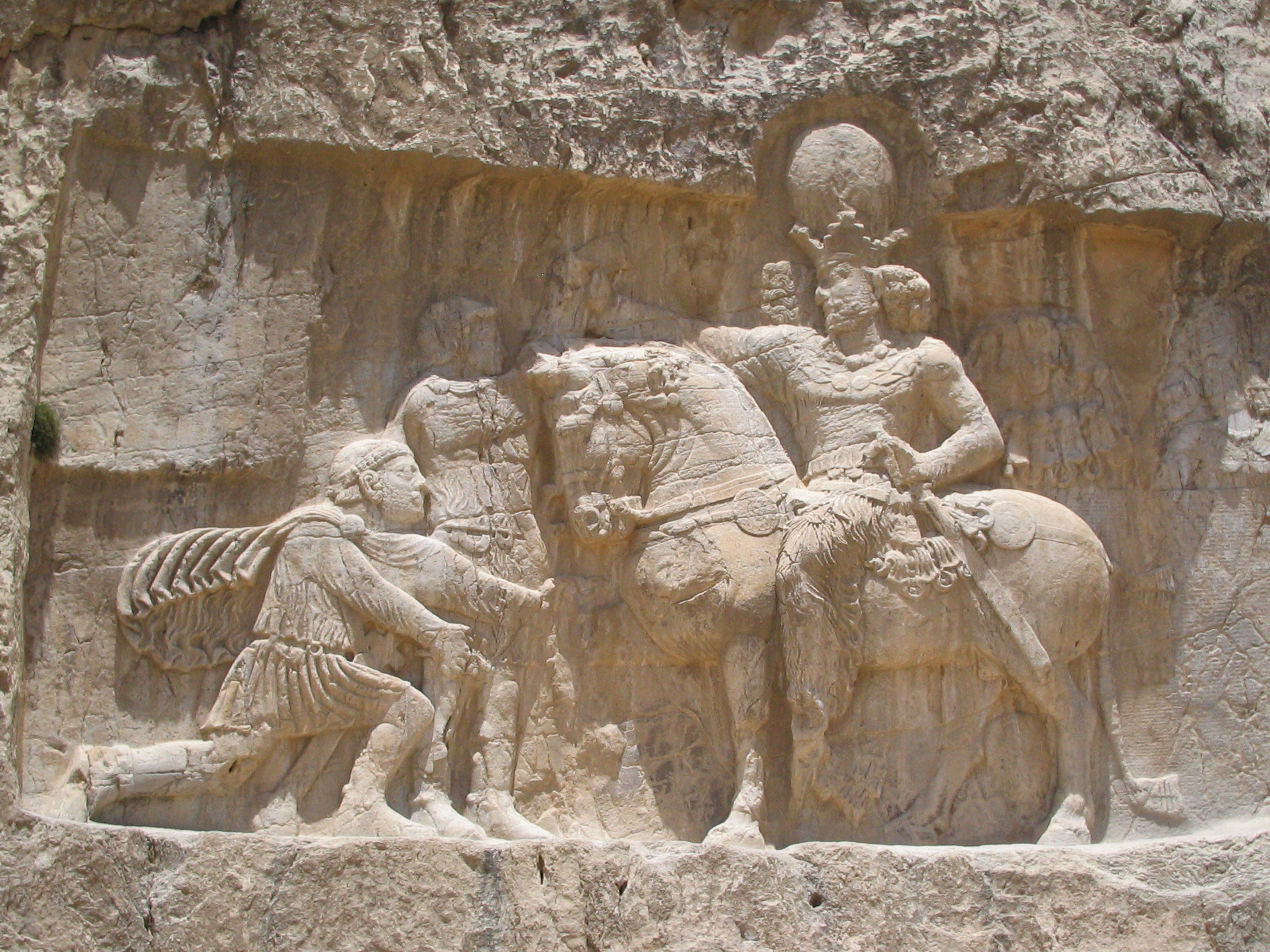
Rilievo sasanide a Naqsh-e Rustam raffigurante Sapore I che tiene prigioniero Valeriano e riceve l'omaggio di Filippo l'Arabo, inginocchiato davanti al sovrano sasanide.

E così l'imperatore Valeriano fu costretto ad intervenire, riuscendo a riconquistare la capitale della Siria, Antiochia, quello stesso anno (253) o l'anno successivo (254), facendone poi il suo "quartier generale" per la ricostruzione dell'intero fronte orientale. Ancora nel 256. gli eserciti di Sapore I sottraevano importanti roccaforti al dominio romano in Siria, tra cui Dura Europos che questa volta, dopo una strenua resistenza, fu definitivamente distrutta insieme all'intera guarnigione romana. I pochi sopravvissuti furono condotti a Ctesifonte e venduti come schiavi. La città fu saccheggiata al punto che non fu mai ricostruita. Ancora una volta Valeriano fu costretto a reagire, riuscendo a recuperare inizialmente parte dei territori perduti, fino a tutto il 259. Sembra infatti che già nella primavera del 257 i Romani ebbero la meglio sui Persiani presso Circesium
Una nuova invasione compiuta da Sapore I ai danni dell'Impero romano, costrinse per la terza volta Valeriano ad intervenire (nel 260). Il padre di Gallieno, infatti, informato della nuova invasione in Oriente, si recò in tutta fretta ad Antiochia, dove una volta riorganizzato l'esercito marciò fino in Cappadocia, dove però incontrò la peste che decimò il suo esercito, permettendo a Sapore I di continuare a saccheggiare altri territori romani.
(Zosimo, Storia nuova, I, 36.2.)
Il racconto della fine di Valeriano, giunto a difendere Edessa dall'assedio persiano, dove i Romani avevano avuto notevoli perdite anche a causa di una pestilenza dilagante, varia molto nelle versioni romane. Secondo Zosimo, Valeriano, recatosi ad un incontro con il re persiano, fu fatto prigioniero a tradimento nell'aprile-maggio del 260:
(Zosimo, Storia nuova, I, 36.2.)
La cattura di Valeriano da parte dei Persiani lasciò l'Oriente romano alla mercé di Sapore I, il quale condusse una nuova offensiva dal suo "quartier generale" di Nisibis, riuscendo ad occupare i territori romani fino a Tarso (in Cilicia), Antiochia (in Siria) e Cesarea (in Cappadocia), compresa l'intera provincia romana di Mesopotamia. Tanto che le Res gestae divi Saporis raccontano che molte migliaia di prigionieri romani furono condotte all'interno dell'Impero sasanide e collocate in Persia, Partia, Susiana ed in Asorestan. Valeriano trascorse così i suoi ultimi giorni di vita in prigionia, sebbene molte furono le richieste da parte di re "clienti" vicini a Sapore I, affinché liberassero l'imperatore, temendo una vendetta romana. Ed un'altra fonte persiana racconta che molti dei regni, prima "clienti" dei Romani, furono ora costretti a sottomettersi al "Re dei Re" persiano, come quello d'Armenia, d'Albania e d'Iberia nel Caucaso fino alle "porte degli Alani". Questa era la situazione in Oriente che Gallieno dovette affrontare alla scomparsa del padre.
(Historia Augusta, Gallieni duo, 17.1.)

#### Dopo la morte di Valeriano (260-267)
Il figlio Gallieno, trovandosi in quello stesso periodo a dover combattere lungo il fronte del basso Danubio contro i Goti e contemporaneamente a reprimere alcune usurpazioni, non poté intervenire militarmente per liberare il padre. Non prese neppure in considerazione l'ipotesi di un riscatto perché il re persiano avrebbe probabilmente chiesto una cifra esorbitante o la cessione di province nevralgiche per l'impero Egli tentò comunque di arginare l'offensiva persiana designando Settimio Odenato, principe di Palmira e cliente di Roma, con il titolo di imperator, dux e dal 265 corrector totius Orientis e Augustus (una forma amministrativa da porre guida e difesa dei confini orientali, come lo era stato in passato con Marco Vipsanio Agrippa per Augusto dal 19 al 14 a.C., o con Gaio Avidio Cassio per Marco Aurelio negli anni 170-175), con l'obiettivo di allontanare sia la minaccia sasanide sia quella dei Goti, che infestavano le coste dell'Asia Minore.

##### L'Oriente romano e il regno di Palmira
La controffensiva romana portò in Oriente Macriano (procurator arcae et praepositus annonae in expeditione Persica) a radunare a Samosata quello che rimaneva dell'esercito romano in Oriente, mentre il prefetto del pretorio, Ballista, riuscì a sorprendere i Persiani presso Pompeiopolis, catturando l'harem e molte ricchezze di Sapore I. Frattanto Odenato, che aveva cercato di ingraziarsi in un primo momento le amicizie del sovrano persiano Sapore I, una volta che i suoi doni furono sdegnosamente rifiutati da quest'ultimo, decise di abbracciare la causa di Roma contro i Persiani.
Contemporaneamente l'esercito orientale elesse imperatori Macriano Maggiore e i suoi due figli, Macriano Minore e Quieto. Col supporto del prefetto del pretorio di Valeriano, Ballista, i Macriani tentarono di sconfiggere Gallieno muovendo alla volta dell'Illirico con un esercito di 30 000 armati, ma padre e figlio primogenito vennero sconfitti e uccisi da un generale di Aureolo, mentre Quieto fu deposto da Odenato.
(Historia Augusta, Gallieni duo, 3.6-7.)
| Gallieno: antoniniano | Gallieno: antoniniano                                                                           |
| --- | ----------------------------------------------------------------------------------------------- |
| |                                                                                                 |
| GALLIENVS AVG, testa di Gallieno con corona radiata verso destra, il busto con drappeggio e corazza;                                                                         | PAX FVNDATA, un trofeo di armi con due prigionieri sasanidi ai suoi piedi; una palma in esergo. |
| 3.51 gr; coniato nel 264/265 presso la zecca di Antiochia, dopo che le armate romano-palmirene di Odenato erano riuscite a raggiungere la capitale dei Sasanidi, Ctesifonte. |                                                                                                 |

Con l'approvazione di Gallieno, nel 264 Odenato, raccolto un ingente esercito, passò l'Eufrate e, dopo aspri combattimenti, occupò Nisibi, tutta la Mesopotamia romana, recuperando gran parte dell'oriente (compresa probabilmente la stessa Armenia) e costringendo Sapore I alla fuga dopo averlo battuto in battaglia. È forse l'anno successivo che riuscì a battere nuovamente Sapore I nei pressi della capitale dei Persiani, Ctesifonte, riuscendo ad impadronirsi delle concubine del re e di un grande bottino di guerra. Sappiamo che nel 265 quando Gallieno venne a sapere che
(Historia Augusta, Gallieni duo, 12.1.)
La Historia Augusta racconta che quando Odenato morì (nel 267), vittima di una congiura del cugino, fu la moglie Zenobia a succedergli, tanto che Gallieno meditò di muovere guerra contro i Persiani, inviandovi il generale Aurelio Eracliano, il quale, però, sembra fu sconfitto dalle forze palmireni della nuova regina.

##### L'Occidente romano, l'impero delle Gallie e le rivolte illiriche

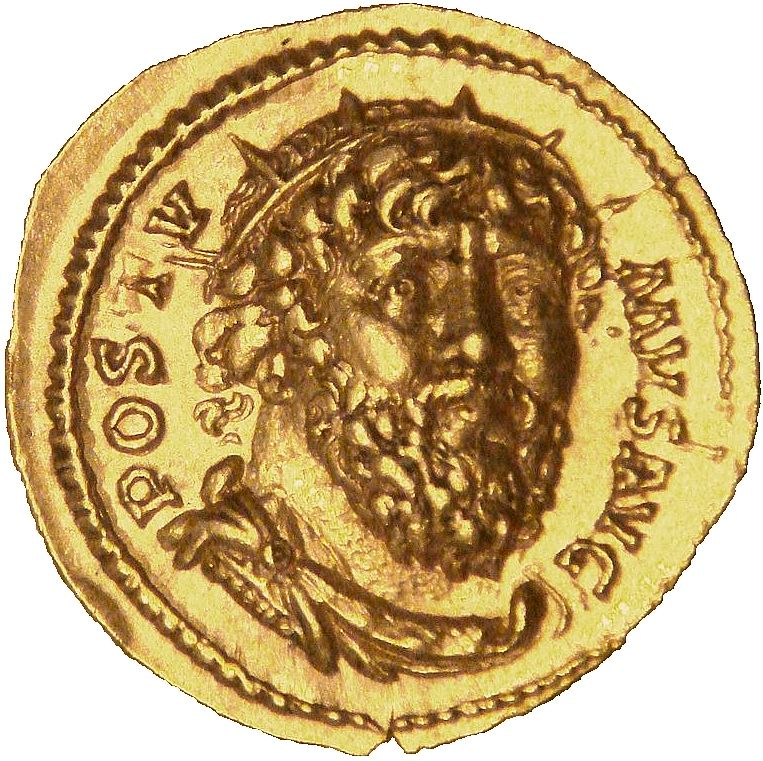
Moneta di Postumo, a capo dell'Impero delle Gallie.

In Occidente Gallieno dovette confrontarsi con la rivolta di Postumo (nel 260), generale a cui Gallieno aveva affidato il comando delle truppe renane (come legatus Augusti pro praetore della Germania superiore ed inferiore), mentre era impegnato a sedare le rivolte pannonico-mesiche di Ingenuo (sconfitto presso Mursa o Sirmio) e Regaliano; il comando civile era stato invece affidato al figlio di Gallieno, il cesare Cornelio Salonino, anche se il potere effettivo, data la minore età del ragazzo, era nelle mani del prefetto del pretorio Silvano. Dopo aver sconfitto gli Alemanni penetrati nel territorio imperiale, Postumo fu proclamato imperatore dalle truppe dopo uno scontro con Silvano: l'usurpatore fece uccidere Silvano e Salonino, ma non tentò mai di espandersi oltre i confini dell'"Impero delle Gallie", e Gallieno non riuscì a recuperare i territori perduti.
Sempre questo stesso anno, i territori che formavano una rientranza tra Reno e Danubio, a sud del cosiddetto limes germanico-retico (gli Agri decumates) furono abbandonati a vantaggio delle popolazioni sveve degli Alemanni. A questo anno sembrano infatti attribuibili i numerosi segni di distruzione lungo questo tratto di limes. Non a caso l'iscrizione rinvenuta sull'altare di Augusta ricorda una vittoria contro le genti germaniche di Semnoni e Iutungi, nell'anno in cui Postumo era già divenuto augusto e console insieme ad un certo Onoraziano. Non sappiamo, pertanto, se fu Gallieno o Postumo, a decidere il definitivo abbandono di tutti i territori ad est del Reno e a nord del Danubio, a causa delle continue invasioni delle tribù germaniche degli Alemanni, o forse anche alla contemporanea secessione della parte occidentale dell'impero di Postumo. Gli Alemanni, che avevano sfondato il limes retico e attraversato il Passo del Brennero (in numero di 300 000 secondo Giovanni Zonara), si erano spinti in Italia, dove furono intercettati e battuti dalle armate di Gallieno nei pressi di Milano.
Postumo e i successivi usurpatori, non solo formarono un proprio Senato presso il loro maggiore centro di Augusta Treverorum e attribuirono i classici titoli di console, Pontefice massimo o tribuno della plebe ai loro magistrati nel nome di Roma aeterna, ma assunsero anche la normale titolatura imperiale, coniando monete presso la zecca di Lugdunum, aspirando all'unità con Roma e, cosa ben più importante, non pensando mai di marciare contro gli imperatori cosiddetti "legittimi" (come Gallieno, Claudio il Gotico, Quintillo o Aureliano), che regnavano su Roma (vale a dire coloro che governavano l'Italia, le province africane occidentali fino alla Tripolitania, le province danubiane e dell'area balcaniche). Essi, al contrario, sentivano di dover difendere i confini renani ed il litorale gallico dagli attacchi delle popolazioni germaniche di Franchi, Sassoni ed Alemanni. L'Imperium Galliarum risultò, pertanto, una delle tre aree territoriali che permise di conservare a Roma la sua parte occidentale.

##### Tra Oriente ed Occidente
La morte di Valeriano ebbe pertanto come effetto principale quello di far sì che i nemici di Gallieno ne approfittassero, sia per minacciare i confini imperiali e le sue province (non potendo Gallieno, da solo, difendere tutti i territori romani), sia sostenendo numerose usurpazioni locali che garantissero la presenza imperiale in loco (come ad esempio Pisone, Valente, o Mussio Emiliano, oltre ai più famosi Ingenuo, Regaliano ed Aureolo). E così a partire dal 260 (fino al 274 circa), l'Impero romano subì la secessione di due vaste aree territoriali, che però ne permisero anche la sua sopravvivenza:
- ad ovest, gli usurpatori dell'Impero delle Gallie (comprendente Britannia, Gallie e Hispania) come Postumo (260-268[125]), Leliano (268),[109] Marco Aurelio Mario (268-269),[126] Vittorino (269-271), Domiziano II (271) e Tetrico (271-274).
- ad est, fu invece il Regno di Palmira a subentrare a Roma nel governo delle province orientali dell'Asia minore, di Siria ed Egitto, difendendole dagli attacchi dei Sasanidi, prima con Odenato (260-267), nominato da Gallieno "Corrector Orientis",[127] e poi con la sua vedova secessionista, Zenobia (267-271).[118]

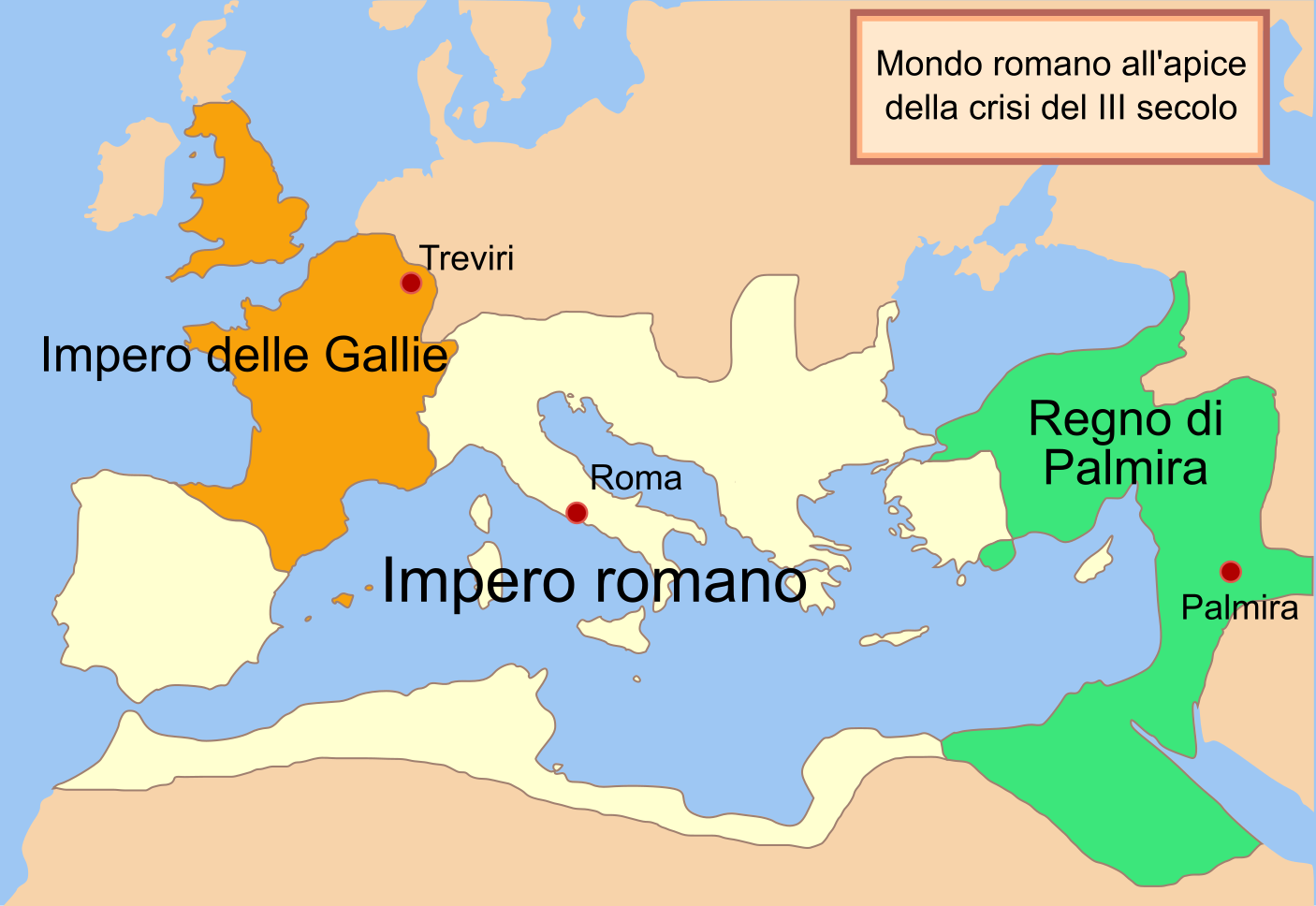
Mappa dell'Impero romano nel 270, con l'Impero delle Gallie a Occidente e il Regno di Palmira a Oriente.

Ed oltre alle secessioni qui sopra evidenziate, Gallieno dovette far fronte a una serie continua di usurpazioni, per lo più tra i comandanti delle provincie militari danubiane (periodo denominato dei "trenta tiranni"). Egli, costretto a combattere su più fronti contemporaneamente per difendere la legittimità del suo trono, impiegò buona parte delle armate preposte a difesa dei confini imperiali per contrastare molti di questi generali che si erano proclamati imperatori. Il risultato fu di lasciar sguarniti ampi settori strategici del limes, provocando così negli anni 261 e 262 una nuova invasione da parte dei Sarmati in Pannonia. E fu solo in seguito ad un intervento dello stesso Gallieno, che gli invasori furono respinti.
(Historia Augusta, Gallieni duo, 4.7-8.)
Ancora negli anni 262-264, i Goti compirono nuove incursioni via mare lungo le coste del Mar Nero, riuscendo a saccheggiare Bisanzio, l'antica Ilio ed Efeso.
(Zosimo, Storia nuova, I, 39.1.)
(Historia Augusta, Gallieni duo, 11.1.)
Gallieno, che passò il resto della sua vita, nel cercare di tenere assieme la "parte centrale" dell'intero sistema strategico imperiale romano dalle continue invasioni del periodo, fu aspramente criticato, forse non del tutto a ragione:
(Eutropio, Breviarium ab urbe condita, 9.11.)
Oggi la critica moderna sembra rivalutarne il suo operato per essere riuscito a preservare ciò che, a quel tempo, era possibile "salvare" territorialmente, creando poi le basi per una riunificazione, avvenuta, poco dopo, sotto gli imperatori illirici (268-282).

##### Gallieno e il Cristianesimo
Eusebio di Cesarea loda Gallieno per i suoi editti di libertà religiosa. A differenza del padre, che aveva perseguitato i cristiani, una volta diventato l'unico imperatore (260), Gallieno promulgò degli editti in cui concedeva la libertà di culto, arrivando a restituire alcune proprietà confiscate ai cristiani.
La "pace" instaurata da Gallieno con i cristiani durò fino alle persecuzioni di Diocleziano nel 303. Inoltre la promulgazione di editti riconobbe anche la comunità cristiana, cosa che non era mai accaduta in precedenza.

##### Riforma dell'esercito

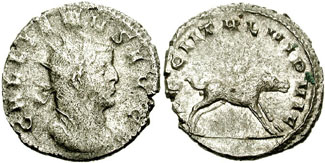
Antoniniano emesso da Gallieno per celebrare la Legio I Italica.

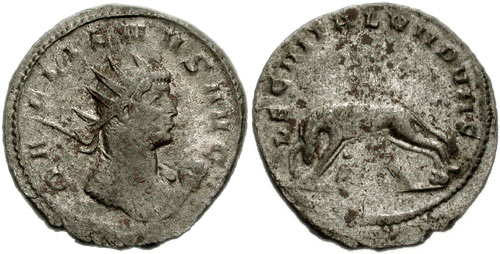
Antoniniano emesso da Gallieno per celebrare la Legio II Italica.

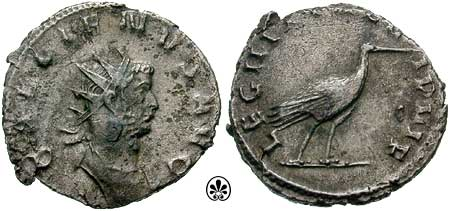
Antoniniano emesso da Gallieno per celebrare la Legio III Italica.

Resosi conto dell'impossibilità di proteggere contemporaneamente tutte le province dell'impero con una statica linea di uomini posizionati a ridosso della frontiera, Gallieno sviluppò una pratica che era iniziata verso la fine del II secolo sotto Settimio Severo (con il posizionamento di una legione, la legio II Parthica, a pochi chilometri da Roma), ovvero posizionando una riserva strategica di soldati ben addestrati pronti ad intervenire, dove serviva nel minor tempo possibile (contingenti di cavalleria a Mediolanum, Sirmio, Poetovio e Lychnidos). In accordo con queste considerazioni, Gallieno attorno agli anni 264-268, o forse poco prima, costituì questa riserva strategica centrale (che sarà alla base della futura riforma dell'esercito di Diocleziano), formata prevalentemente da unità di cavalleria pesante dotate di armatura (i cosiddetti promoti, tra cui spiccavano gli equites Dalmatae, gli equites Mauri et Osroeni), poiché queste percorrevano distanze maggiori in minor tempo della fanteria legionaria o ausiliaria. Ed ogni volta che i barbari sfondavano il limes romano e s'inoltravano nelle province interne, la "riserva strategica" poteva così intervenire con forza dirompente. La base principale scelta da Gallieno per la nuova armata fu posta a Milano, punto strategico equidistante da Roma e dalle vicine frontiere settentrionali della Rezia e del Norico. Si trattava di un'iniziativa resasi necessaria anche a causa della perdita degli Agri decumates tra il Reno ed il Danubio, che aveva portato i vicini Germani a trovarsi più vicini alla penisola italica, centro del potere imperiale.
La predisposizione per la cavalleria riguardava non solo le forze ausiliarie e i numeri, ma anche le legioni stesse, dove il numero di cavalieri passò da 120 a 726 per legione. Sembra infatti che Gallieno abbia aumentato il contingente di cavalleria interno alla legione stessa, dove la prima coorte era composta da 132 cavalieri, mentre le altre nove di 66 ciascuna. Questo incremento fu dovuto proprio alla necessità di avere un esercito sempre più "mobile".
La riforma di Gallieno, inoltre, toglieva ai senatori ogni carica militare; se in passato i comandanti delle legioni (legatus legionis) provenivano dal Senato a parte quelli che comandavano le legioni egiziane, ora provenivano dalla classe equestre (praefectus legionis). Gallieno non fece altro che formalizzare una pratica che già esisteva dall'epoca di Augusto relativamente alle legioni di stanza in Egitto ed ampliata con Settimio Severo, riguardo a quelle di stanza nella nuova provincia di Mesopotamia (come la I e III Parthica) ed in Italia presso il castrum sui colli Albani, a sud di Roma (Legio II Parthica). Questo punto della riforma eliminò, pertanto, in modo definitivo ogni legame tra le legioni e l'Italia, poiché i nuovi comandanti, che erano spesso militari di carriera partiti dai gradi più bassi e arrivati a quelli più alti, erano interessati più al proprio tornaconto o al massimo agli interessi della provincia d'origine (in particolare a quelle Illiriche; vedi anche Imperatori illirici), ma non a Roma..  I generali che comandavano questa forza, quindi, avevano nelle loro mani un potere incredibile e non è un caso che futuri augusti come Claudio II il Gotico o Aureliano ricoprissero questo incarico prima di diventare imperatori.

##### Politica culturale, artistica del periodo

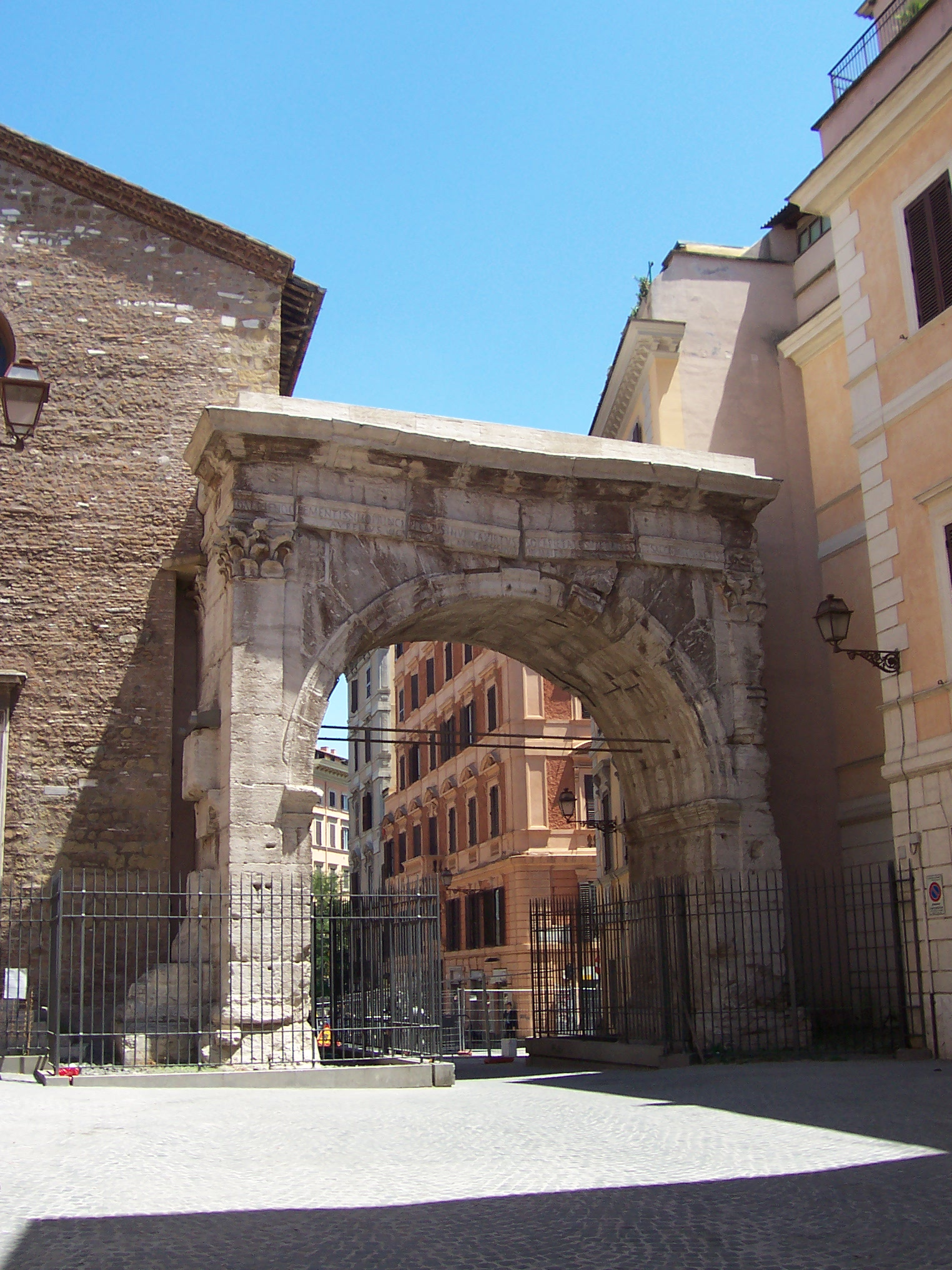
Arco di Gallieno a Roma.

Il periodo in cui Gallieno regnò da solo (260-268) fu caratterizzato anche da un rifiorire delle arti e della cultura, con la creazione di un ponte tra la cultura classica dell'epoca degli Antonini e quella post-classica della Tetrarchia. Tale periodo vide un cambiamento nella visione dei rapporti tra uomo e divino e tra uomini, un movimento che consciamente tentò di far rinascere la cultura classica ed ellenica, come si può osservare dalla monetazione e dalla ritrattistica imperiale.
(Historia Augusta, Gallieni duo, 11.6-8.)
Fu questo periodo che vide fiorire il Neoplatonismo, il cui maggior rappresentante, Plotino, fu amico personale di Gallieno e Salonina. Plotino, secondo quanto riporta il suo allievo Porfirio (Vita di Plotino, XII), avrebbe richiesto a Gallieno il permesso di restaurare una città della Campania in rovina, cui avrebbe dato il nome di Platonopoli, per vivervi secondo le "leggi platoniche", conducendovi, cioè, come spiega Francesco Adorno, una vita platonica, una vita filosofica.
I ritratti di Gallieno si rifanno allo stile classico-ellenistico di quelli di Adriano, ma la nuova spiritualità è evidente dallo sguardo verso l'alto e dalla palese immobilità del ritratto, che danno un senso di trascendenza e immutabilità. Lo stesso imperatore rinnovò i legami con la cultura ellenica rafforzati da Adriano e Marco Aurelio, recandosi in visita ad Atene, diventando arconte eponimo e facendosi iniziato ai misteri di Demetra.
Tale slancio verso il trascendente e la divinità è rimarcato dalle emissioni numismatiche di Gallieno. Lì dove l'imperatore si trovava per far sentire la propria presenza in zone dell'impero minacciate, la zecca locale coniava monete in cui gli dei (tra cui Giove in diverse incarnazioni, Marte, Giunone, Apollo, Esculapio, Salus...) venivano ritratti come protettori dell'imperatore, direttamente o tramite gli animali che li rappresentavano. Un posto particolare fu quello del Sol Invictus, che venne identificato come comes Augusti, "compagno dell'augusto": tale divinità era particolarmente venerata dai soldati, ancor di più da quelli orientali, dei quali Gallieno cercava il favore e il sostegno.
Durante il suo regno, quando non fu impegnato in campagne militari, soggiornò più frequentemente a Milano che a Roma, dove tuttavia cercò di realizzare il grandioso progetto di erigere una statua colossale di se stesso in veste di Sol Invictus, mai portata a termine, sulla sommità del colle Esquilino, all'interno degli Horti Liciniani, di sua proprietà, che accoglievano la sua residenza extraurbana ricordata come Palatium Licinium, un complesso di strutture edilizie all'interno dei grandiosi giardini, che permettevano all'imperatore di ospitare l'intera corte e che comprendevano sale per banchetti e piscine.

#### Gli ultimi anni (267-268)
Sembra che nel corso del 267, Gallieno, grazie all'appoggio di Aureolo (magister equitum) ed alla perizia militare del suo magister militum, Claudio (dux totius Illyrici), combatté con successo le armate galliche secessioniste di Postumo, il quale aveva preferito associare al potere un certo Vittorino, richiedendo anche aiuto alle vicine tribù germaniche dei Franchi. Quando forse la vittoria finale era vicina, tanto da ipotizzare una riunificazione dell'impero delle Gallie al potere centrale di Roma, con la fine del 267-inizi del 268 una nuova ed immensa invasione da parte dei Goti (unitamente a Peucini, Eruli e a numerosi altri popoli) prese corpo dalla foce del fiume Tyras (presso l'omonima città), dando inizio al più sorprendente e devastante assalto di questo terzo secolo, che sconvolse le coste e l'entroterra delle province romane di Asia Minore, Tracia e Acaia affacciate sul Ponto Eusino e sul mar Egeo.
(Historia Augusta, Divus Claudius, 6.2-8.1.)

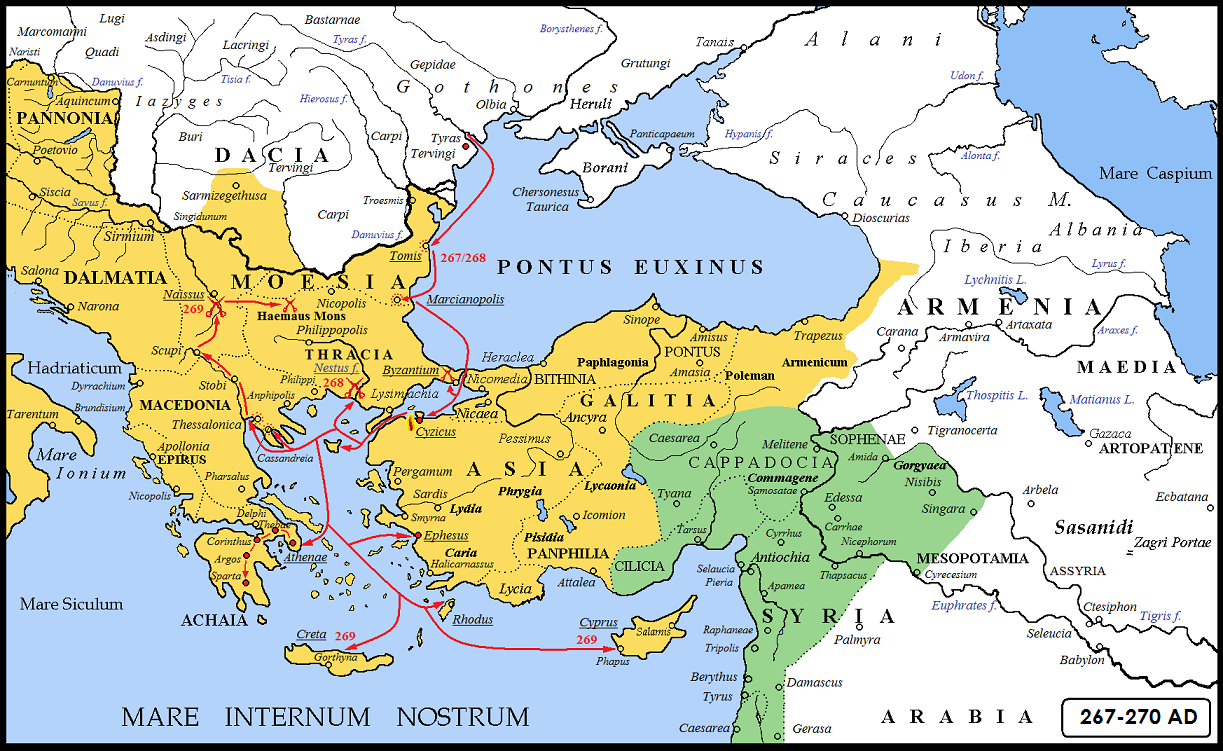
L'invasione dei Goti del 267-270 durante i regni di Gallieno e Claudio il Gotico. In colore verde il regno di Palmira della regina Zenobia e Vaballato.

Sembra che l'enorme armata si divise in almeno tre colonne:
1. La prima si diresse verso ovest, assediando senza successo prima Cizico, poi saccheggiando le isole di Imbro e Lemno,[162] occupando la futura città di Crisopoli (di fronte a Bisanzio), proseguendo fin sotto le mura di Cassandreia e poi di Tessalonica,[163] e portando devastazione anche nell'entroterra della provincia di Macedonia.[164].
2. la seconda colonna, giunta in prossimità della foce del fiume Nestus o Nessos, tentò di risalirlo verso nord, ma fu intercettata dalle armate romane e subì una cocente sconfitta ad opera dello stesso Gallieno, accorso per l'occasione. Si racconta, infatti, che Gallieno riuscì a battere le orde dei barbari, tra cui certamente i Goti, uccidendone un gran numero (primavera del 268). In seguito a questi eventi offrì al capo degli Eruli, Naulobato, gli "ornamenta consularia", dopo che il suo popolo (identificabile con gli "Sciti" della Historia Augusta), formato un convoglio di carri, aveva tentato di fuggire attraverso il monte Gessace (gli attuali Monti Rodopi)[162][165] Non poté però completare l'opera perché nel frattempo il suo generale Aureolo, che comandava una fondamentale unità di cavalleria a Milano, si era ribellato.[166] E così Gallieno fu costretto a tornare in Italia per battere, prima Aureolo presso Pontirolo sull'Adda (pons Aureoli),[167] poi assediarlo a Mediolanum (Milano).[123][153][168][169]
3. La terza si diresse verso sud lungo le coste dell'Asia Minore, della Tessaglia e dell'Acaia, dove i barbari riuscirono a saccheggiare Sparta, Argo, Corinto e Tebe. Lo storico Dessippo racconta, nella sua Cronaca, di essere riuscito egli stesso nell'impresa di respingere un primo attacco alle mura della città di Atene.[158][170]

(Historia Augusta, Gallieni duo, 6.1-2.)
E mentre i Goti impegnavano lo stesso imperatore Gallieno in Tracia ed Illirico, una nuova orda di Alemanni riusciva a penetrare nell'Italia settentrionale attraverso il passo del Brennero (nel 268), approfittando dell'assenza dell'esercito imperiale, impegnato a fronteggiare sia la devastante invasione dei Goti in Mesia, Acaia, Macedonia, Ponto ed Asia, sia l'usurpatore Aureolo, che si era fortificato a Milano.
Tornato a Milano, dopo aver affidato il comando della guerra contro i Goti a Marciano, si apprestò ad assediare Aureolo che qui si era richiuso, con la speranza di ricevere aiuto da parte di Postumo. Ma Aureolo, che aveva ormai perduto ogni speranza, fece spargere voci nel campo dell'imperatore, che inneggiavano contro Gallieno. Alcuni comandanti, stanchi dell'imperatore, ordirono una congiura e dissero al principe che Aureolo aveva tentato una sortita facendolo uscire dalla sua tenda. Gallieno fu ucciso a tradimento dal comandante della cavalleria dalmata Ceronio o Cecropio, in un agguato, insieme al fratello Publio Licinio Valeriano. Alla congiura pare non fosse estraneo il suo successore Claudio II il Gotico (Marco Aurelio Claudio), anche se alcuni storici (anche coevi) affermarono che Gallieno morì in conseguenza di una brutta ferita riportata durante lo svolgersi dell'assedio. Tra gli organizzatori c'era il suo prefetto del pretorio Aurelio Eracliano.
(Zosimo, I.40.3.)
Aurelio Vittore sostiene che Gallieno sul letto di morte designò, quale suo successore, Claudio. Alla notizia della sua morte, i suoi familiari furono assassinati. Morì così a cinquanta anni, dopo quindici di regno e fu divinizzato dal Senato per volere del suo successore Claudio II. Fu sepolto presso il suo mausoleo al IX miglio della via Appia, dove una quarantina di anni dopo sarà sepolto anche Flavio Severo.

## Titolatura imperiale
Nonostante l'esiguità della sua carriera politica prima dell'ascesa al trono, Gallieno assunse la titolatura imperiale una volta associato dal padre Valeriano:
| Titolatura imperiale  | Numero di volte | Datazione evento |
| --------------------- | --------------- | --- |
| Tribunicia potestas   | 15 anni:        | dal 253 e rinnovata annualmente al 10 dicembre di ogni anno (pari a sedici volte). |
| Consolato             | 7 volte:        | 254 (I), 255 (II), 257 (III), 261 (IV), 262 (V), 264 (VI) e 266 (VII). |
| Titoli vittoriosi     |                 | Germanicus e Restitutor Galliarum, nel 254; Dacicus maximus, fine 256-inizi257; Germanicus maximus, nel 255, due volte nel 257 e nel 258 (la V volta); Parthicus maximus, 262/263 (?); Persicus maximus, nel 264-265 (?). |
| Salutatio imperatoria | 12 volte:       | la prima quando fu fatto Augusto dal padre nel 253, l'ultima sembra nel 264/265. |
| Altri titoli          |                 | Pater Patriae nel 255 (?) e Pontifex Maximus nel 211. |

## Gallieno nella storiografia
| 253           | Gallieno diventa Augusto per volontà del padre Valeriano, mentre il fratello Valeriano il giovane, Cesare. |
| 256           | Gallieno nomina Cesare suo figlio Cornelio Valeriano. |
| 257-258       | Invasioni di Franchi e Alamanni in Gallia, Hispania e Italia |
| 258           | Gallieno nomina Cesare suo figlio Cornelio Salonino, dopo la morte dell'altro figlio Cornelio Valeriano. |
| 260           | Muore Valeriano in Oriente, catturato dai Sasanidi di Sapore I. Scoppia la rivolta in Pannonia di Ingenuo e successivamente di Regaliano. In Oriente rivolta dei Macriani. Gallieno ferma gli Alemanni a Milano. Scoppia una terribile pestilenza, nata in Oriente.                                                                                               |
| 261           | Numerose furono le usurpazioni locali come ad esempio di un certo Pisone o di un certo Valente, a cui si aggiunse quella di Mussio Emiliano in Egitto. Anche Macriano Maggiore ed il figlio omonimo furono sconfitti da un generale di Gallieno, Aureolo, nell'Illirico. Poco dopo anche l'altro figlio, Quieto, fu ucciso da Odenato, rimasto fedele a Gallieno. |
| 262           | Il generale Aurelio Teodoto riconquista l'Egitto e cattura Emiliano. La pestilenza si propaga a Roma e all'Acaia. |
| 262/265       | Campagne vittoriose contro i Sasanidi, per le quali Odenato, principe di Palmira, fu nominato da Gallieno "corrector totius Orientis" e Augusto (nel 265), con giurisdizione su buona parte delle province romane orientali. |
| 267           | Immensa invasione di Goti nell'Illirico. |
| settembre 268 | Gallieno, mentre assedia Aureolo a Milano, viene ucciso da una congiura di palazzo. |

Gli storici di parte senatoria, storicamente avversi alla figura dell'imperatore, hanno ritratto Gallieno come una figura apparentemente controversa. La Historia Augusta, pur evidenziandone i pregi, riporta alcuni presunti episodi:
(Historia Augusta, Gallieni duo, 1.1.)
(Historia Augusta, Gallieni duo, 3.8-9.)
(Historia Augusta, Gallieni duo, 4.3.)
(Historia Augusta, Gallieni duo, 16.1.)
(Historia Augusta, Gallieni duo, 18.1.)

Ritratto di Gallieno, Museo delle Terme, Roma

La stessa Historia Augusta poi però si contraddice scrivendo:
(Historia Augusta, Gallieni duo, 15.1.)
Al contrario, un'altra tradizione di scrittori greci ne ha offerto, invece, un'immagine opposta, di sovrano saggio e soldato valoroso. Quel che è certo è che Gallieno svolse energicamente il suo impegno nel corso del periodo più difficile dell'anarchia militare. Affrontò le pressioni disgreganti, esterne e interne; suggellò l'ormai inevitabile ricambio della classe dirigente tra un'aristocrazia ormai politicamente esaurita e un ceto militare e burocratico sul quale gravava tutto il governo dell'Impero; riorganizzò militarmente l'esercito. Si aggiunga che con la sua morte, venne eletto il primo dei cosiddetti Imperatori illirici (per nascita), tutti esperti e validi generali che avevano servito in passato Gallieno durante il suo regno. Si trattava di Claudio II detto il Gotico (che riuscì ad arginare nel suo breve regno le incursioni gotiche), Aureliano (che riuscì a riunificare l'Impero, prima riconquistando il regno di Palmira della regina Zenobia e poi l'Impero delle Gallie, governato da Tetrico, guadagnandosi il titolo di restitutor orbis) e di Marco Aurelio Probo (che dal 276 al 282, riuscì a sconfiggere ripetutamente i barbari del Nord). A questo periodo successe, quindi, dopo un breve regno di Marco Aurelio Caro, la riforma tetrarchica di Diocleziano del 285 (anch'egli imperatore illirico), che permise la prosecuzione dell'impero romano d'Occidente per altri due secoli e di oltre un millennio dell'impero romano d'Oriente (o Impero bizantino).